# إيفانجيلوس ماريناكيس
إيفانجيلوس ماريناكيس (باليونانية: Βαγγέλης Μαρινάκης)‏‏ (30 يوليو 1967 في اليونان - ) مدير، وشخصية أعمال من اليونان.